# Colurella oblonga
Colurella oblonga är en hjuldjursart som beskrevs av Donner 1943. Colurella oblonga ingår i släktet Colurella och familjen Lepadellidae. Inga underarter finns listade i Catalogue of Life.